# Готтасекка
Готтасе́кка (итал. Gottasecca) — коммуна в Италии, располагается в регионе Пьемонт, в провинции Кунео.
Население составляет 181 человек (2008 г.), плотность населения составляет 14 чел./км². Занимает площадь 13 км². Почтовый индекс — 12070. Телефонный код — 0174.
Покровителями коммуны почитаются святой апостол Пётр в веригах, празднование 1 августа, и считается святой Рох.

## Демография
Динамика населения:

## Администрация коммуны
- Официальный сайт: http://www.comune.gottasecca.cn.it/